# Calliste de Desmarest
Tangara desmaresti
Espèce
Statut de conservation UICN

 LC  : Préoccupation mineure
Le Calliste de Desmarest (Tangara desmaresti), également appelé Calliste à poitrine jaune ou Tangara à poitrine orange, est une espèce d'oiseaux de la famille des Thraupidae.

## Habitat et répartition

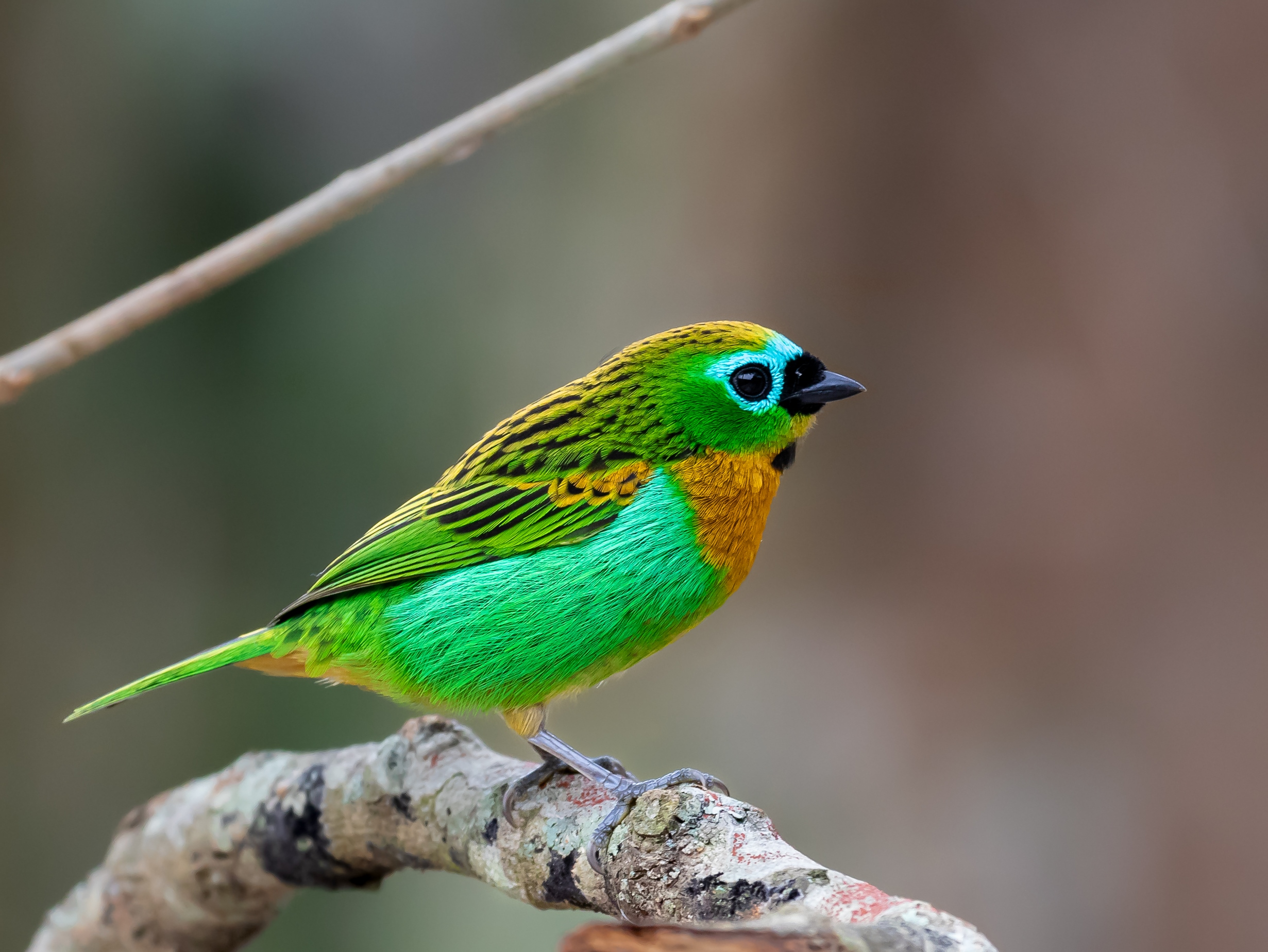

Cet oiseau vit dans la forêt atlantique (montagnes côtières de l'Espírito Santo à l'est du Paraná).

## Description
Ce calliste mesure 13 cm de longueur, du bout du bec au bout de la queue.

## Alimentation
Il se nourrit surtout de fruits.